# Eight Inc.
 Eight Inc. é um projeto conjunto e estúdio de inovação com escritórios sediados em Nova Iorque, São Francisco, Honolulu, Tóquio, Pequim e Londres. Fundado em 1989 por Tim Kobe, Eight Inc. desenvolve ambientes residenciais e comerciais, produtos e comunicações.

## Visão Geral
Trabalhos recentes no setor comercial inclui a loja Apple Inc., feiras profissionais de varejo e canais de venda, a matriz da Nokia, as lojas Coach Inc., e projetos diversificados para Virgin Atlantic Airways, bem como a criação de novos ambientes bancários para Citibank.
Eight Inc. também desenvolveu projetos residenciais e prédios de uso misto. Recebeu o prêmio Architectural Record pelo design do "High Density On The High Ground", uma competição para criar uma solução residencial de uso misto para Nova Orleans após o Furacão Katrina. Em 2006, Eight Inc. representou os Estados Unidos na exibição American Pavilion na Décima Venice Biennale of Architecture.
Eight Inc. vem desenvolvendo moblília para METRO, uma divisão da Steelcase, acessórios de cozinha para Williams-Sonoma, soluções interativas de design para Citibank, Nokia, e exibições ambientais para Herman Miller e Apple Inc..
Atualmente, projetos registrados na LEED® incluem o 280 Beachwalk, o primeiro complexo de varejo em Waikiki, e o Malama Learning Center, um centro de recurso de comunidade educacional na ilha do Havai, Oahu.

## Projetos Selecionados

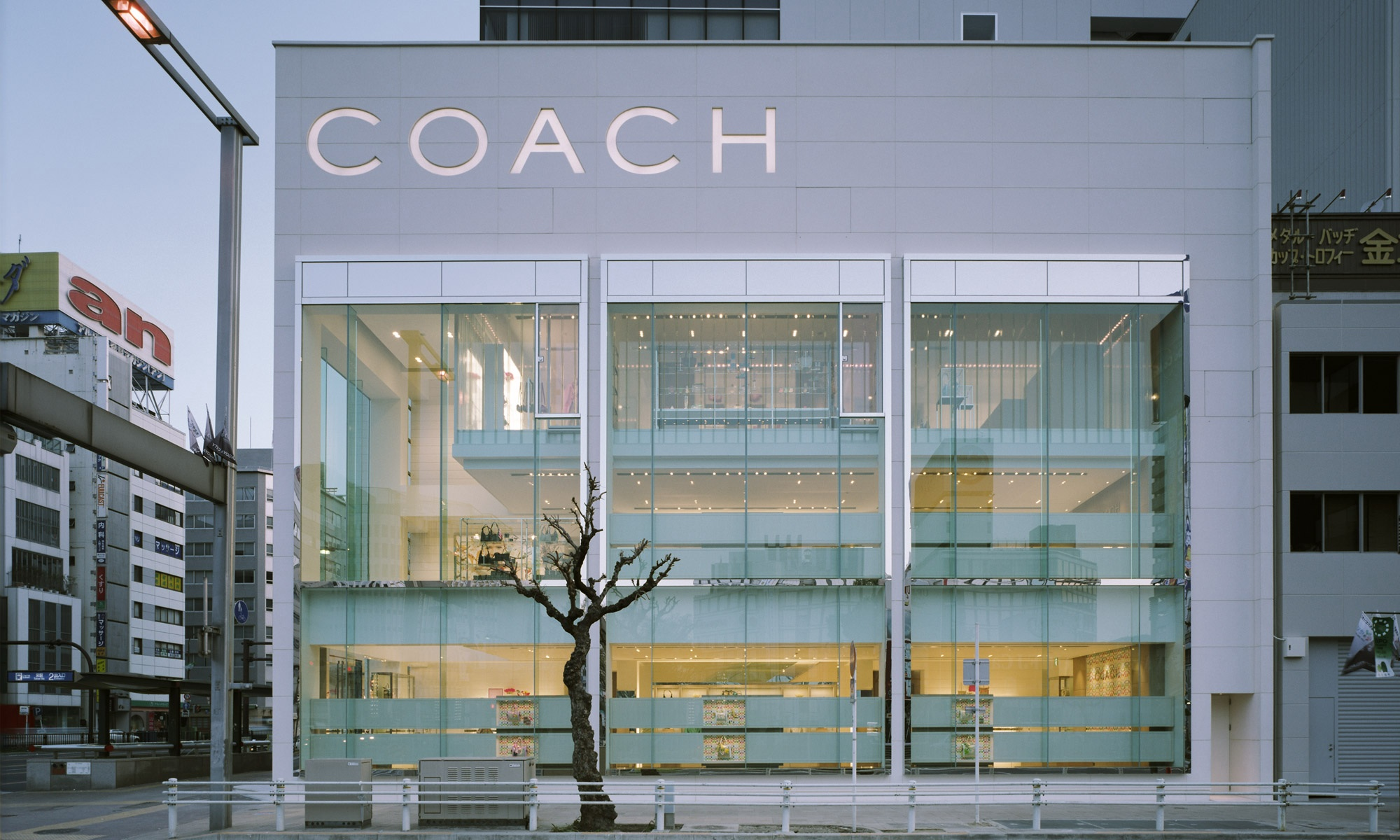
Lojas Coach Nagoya, Japão
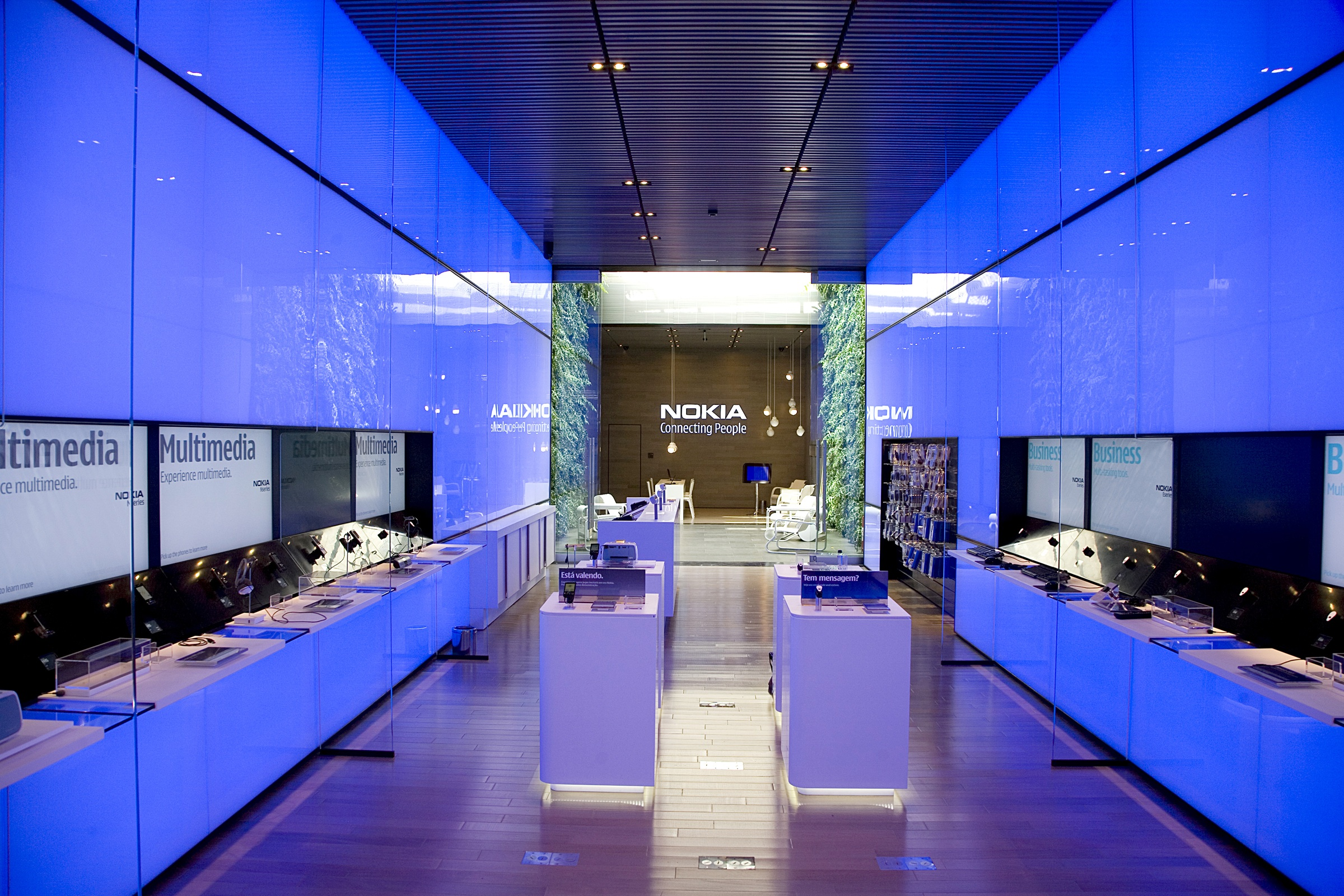
Sede da Nokia São Paulo, Brasil
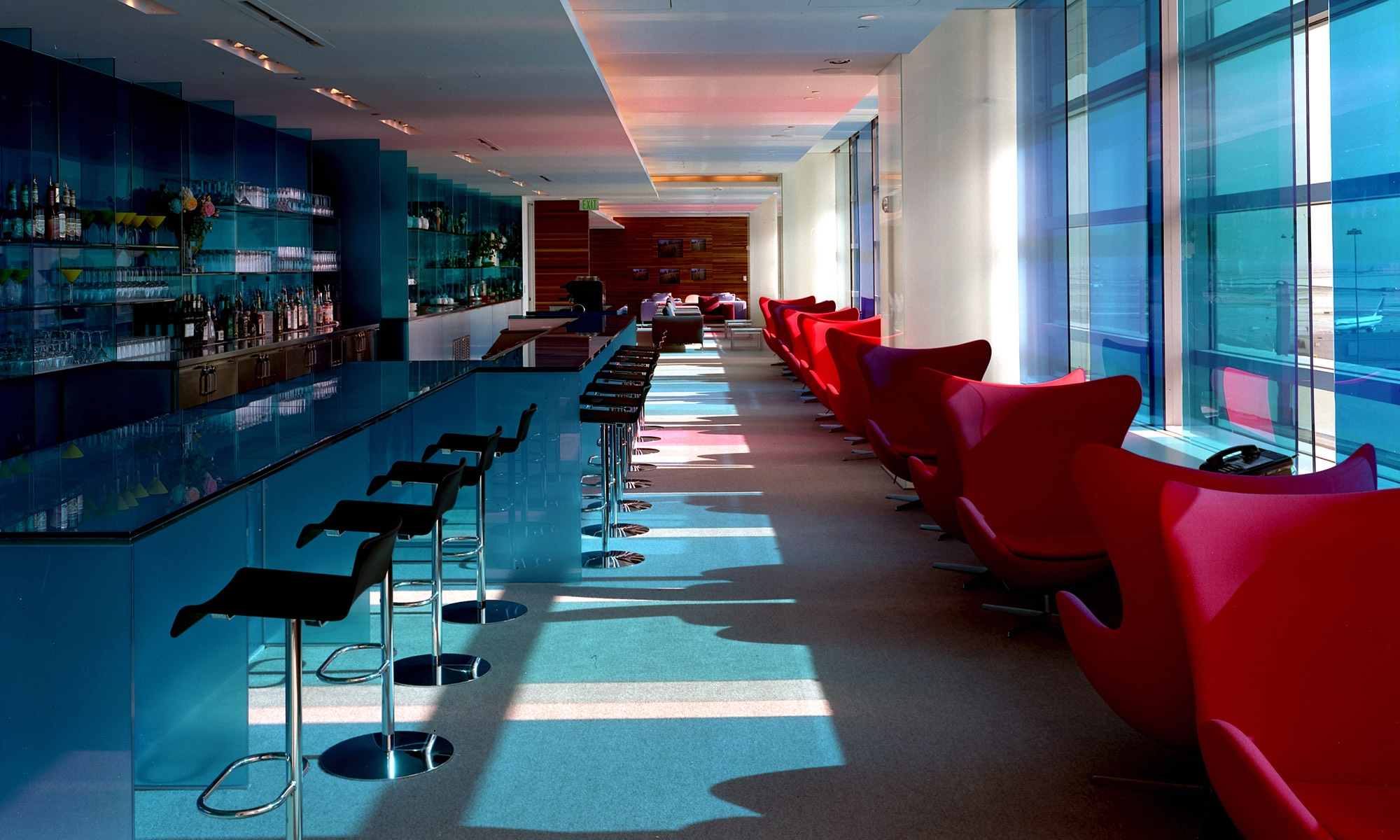
Virgin Clubhouse Aeroporto Internacional - São Francisco
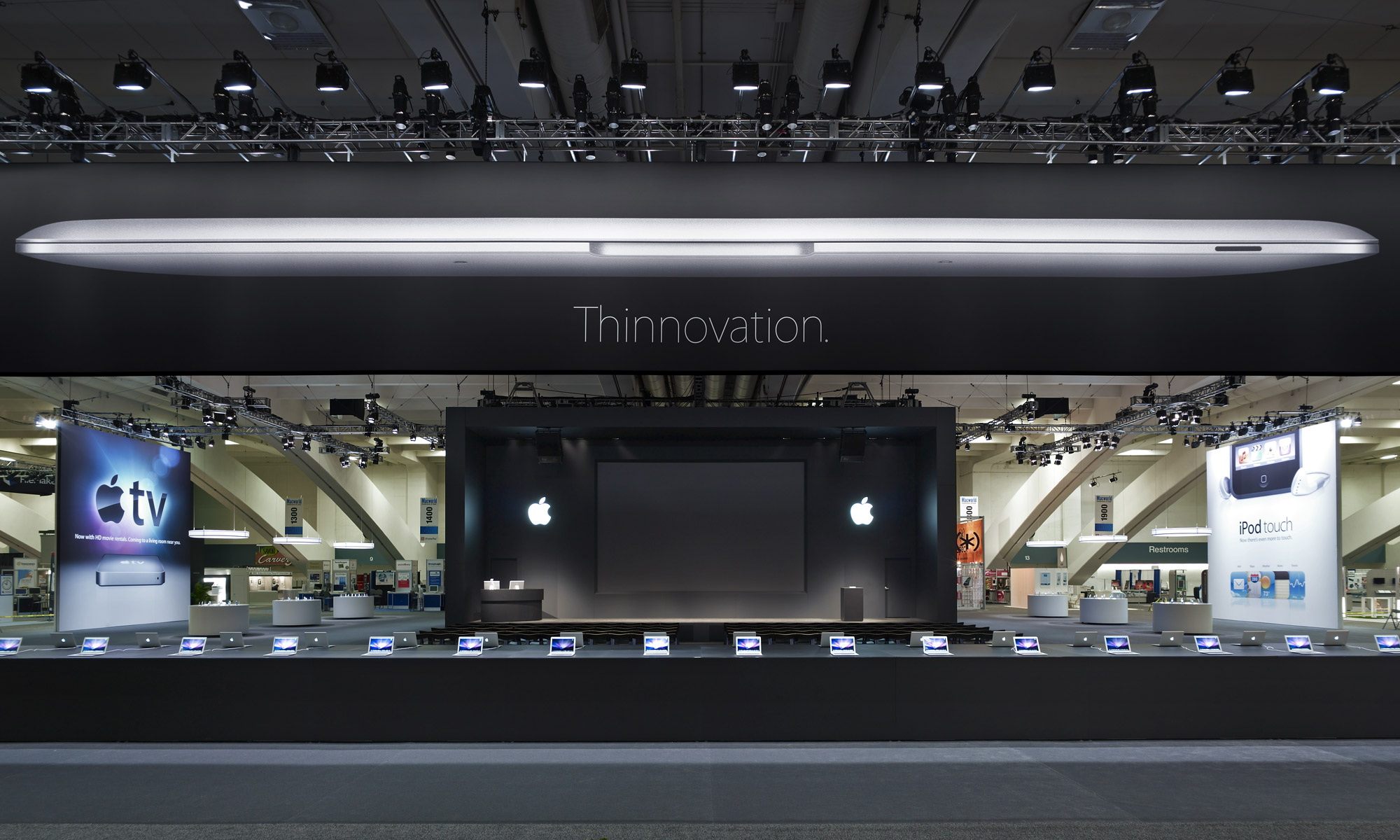
Apple MacWorld São Francisco, CA
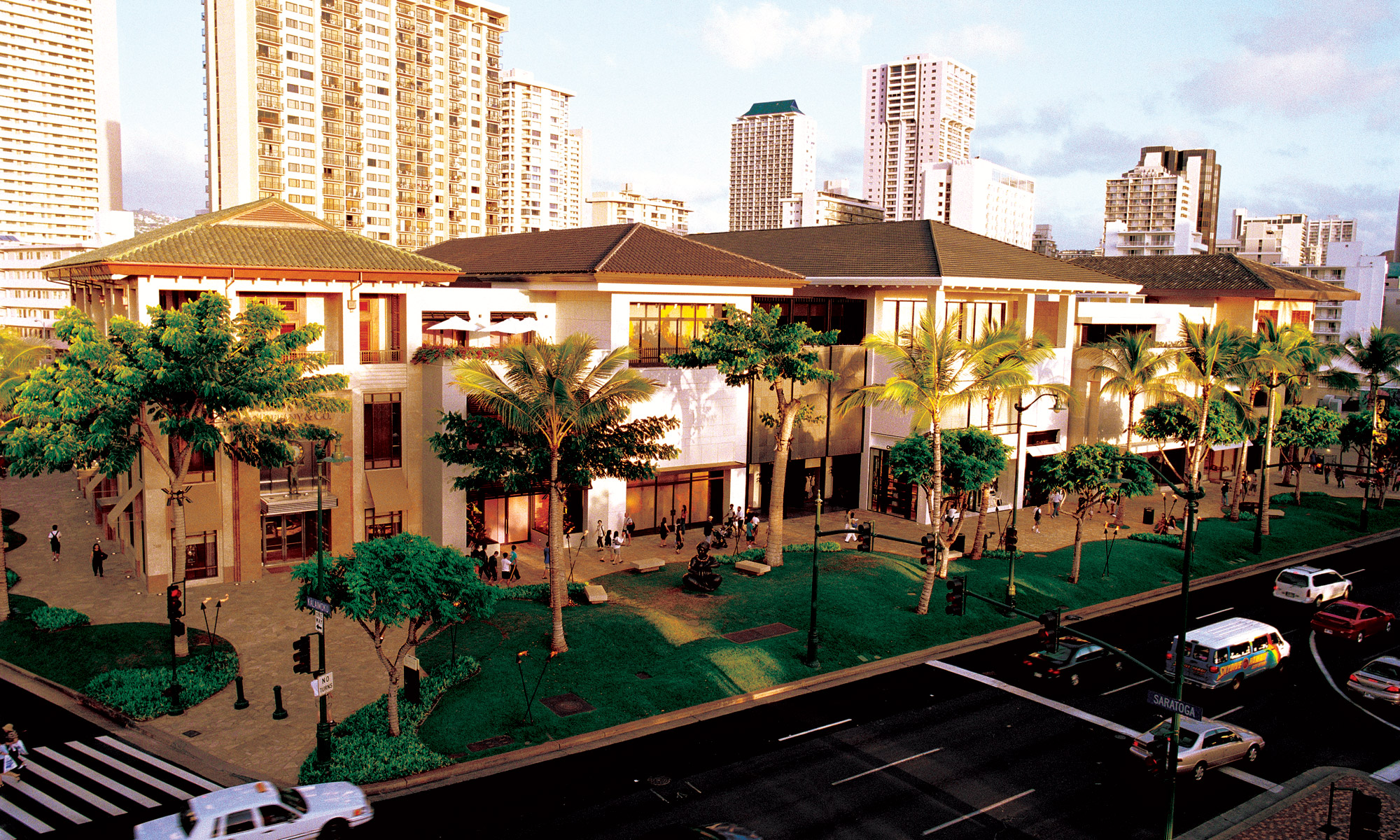
2100 Kalakaua Waikiki, Havai
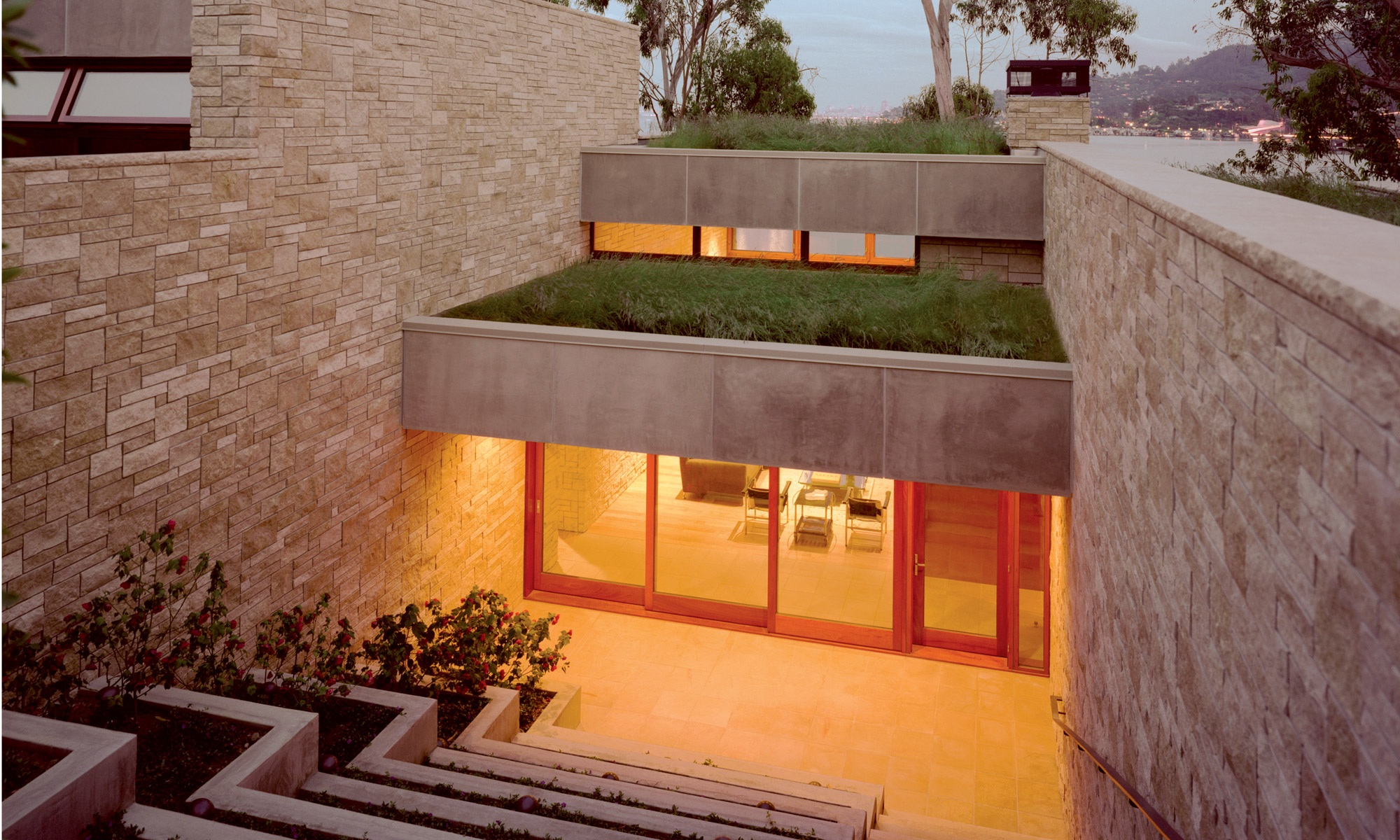
Edgewood House Mill Valley, CA
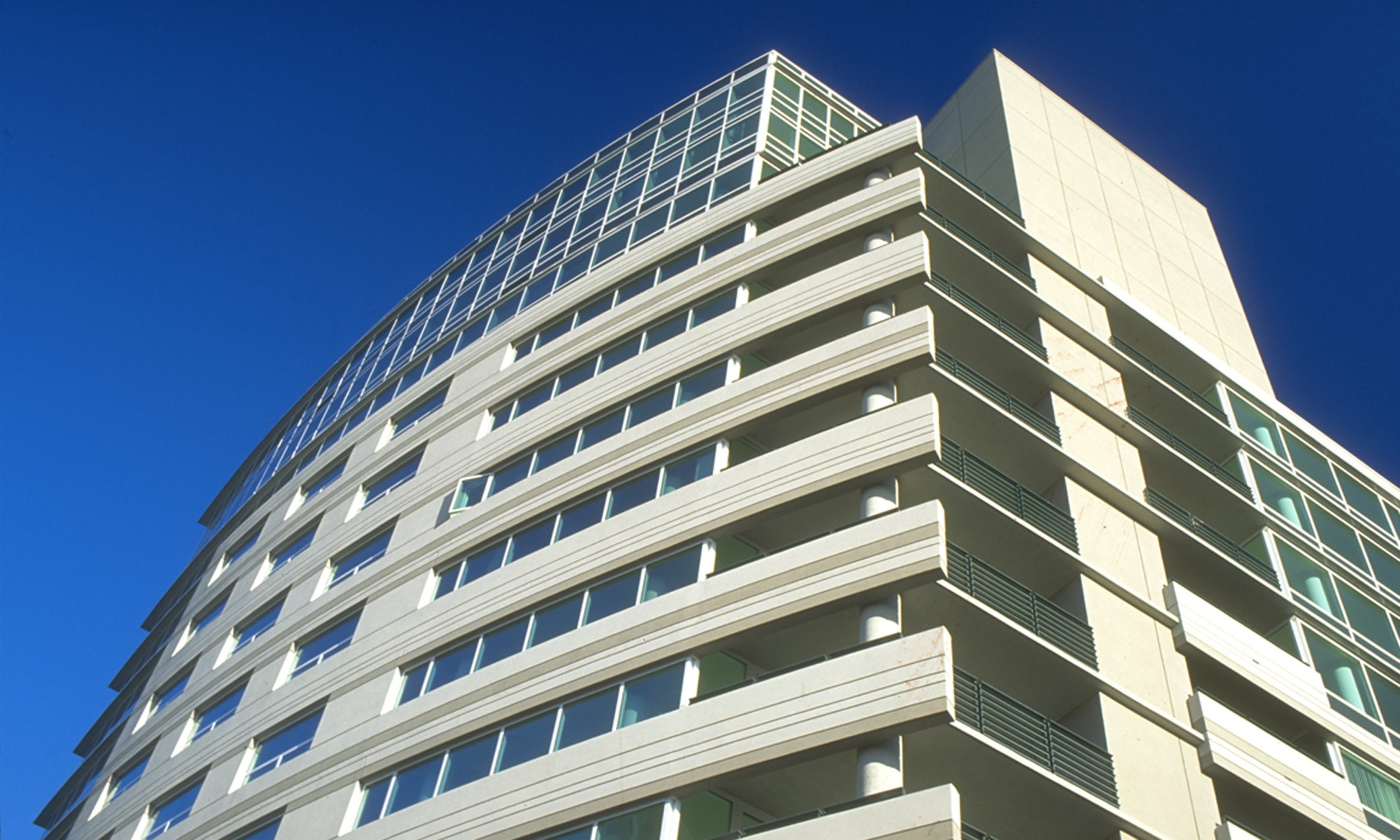
The Post International San Francisco, CA
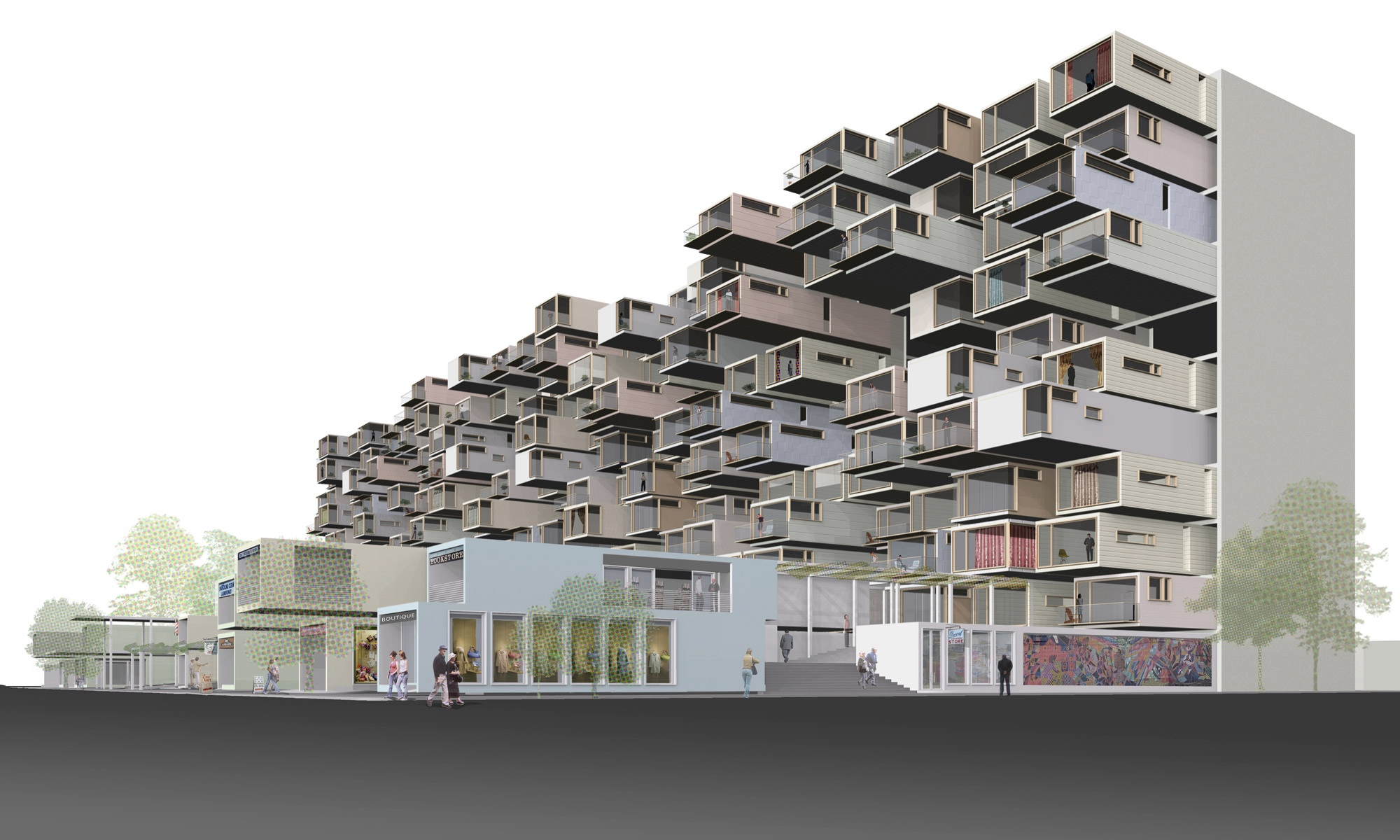
Katrina Design Competição High Density on the High Ground